# Pfeiferbrunnen

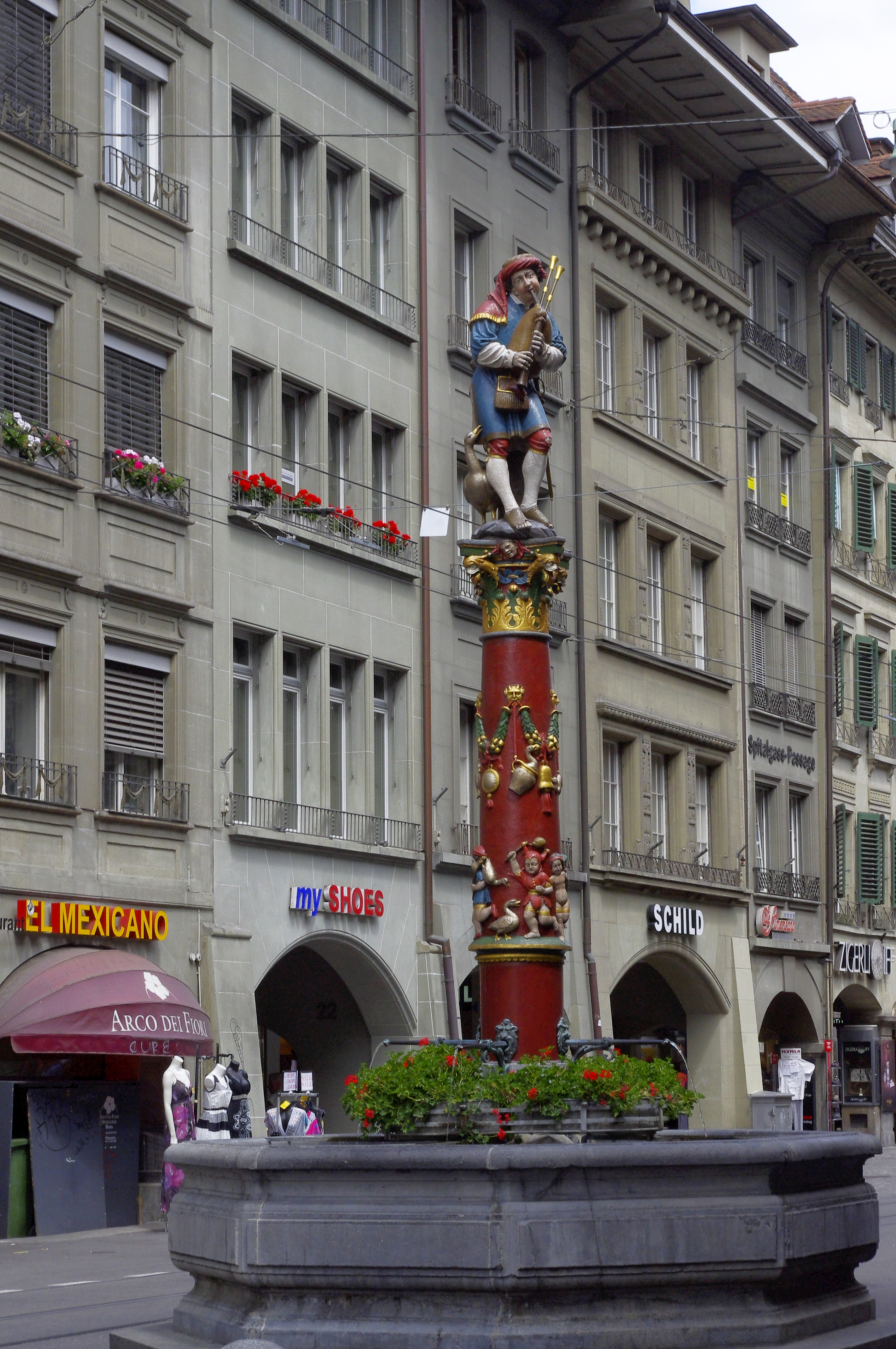
Der Pfeiferbrunnen in Bern

Der Pfeiferbrunnen steht in der Spitalgasse in Bern und gehört zur Hauptgruppe der Figurenbrunnen des 16. Jahrhunderts in der Berner Altstadt.

## Geschichte
Der 1545/46 von Hans Gieng geschaffene Brunnen stand bis 1638 zwischen Ryffli- und Storchengässchen vor dem «Gasthof zum Kreuz», seit 1594 «Gasthof zum Storchen», weshalb der Brunnen ursprünglich Storchenbrunnen hiess. Die einst im Gasthof weilenden fahrenden Spielleute sollen der Grund sein, dass die Brunnenfigur einen Dudelsackspieler darstellt, eine freie Nachgestaltung des 1514 entstandenen Dürerschen Kupferstichs Der Sackpfeifer. Ursprünglich handelte es sich bei dieser Figur wahrscheinlich um einen Sackpfeife spielenden, fahrenden Musikanten.
Nach der Stadtrechnung von 1482 waren in Bern «Trummeter (Stadttrompeter), die pfeiffer, der Cantor, der Organist und der Lüttenschlaher» als Musiker für das Münster sowie bei Empfängen und Fasnachtsspielen tätig.
Ein Pergament am Baumstamm hinten am Fuss der Figur beschrieb das Privileg vom 3. September 1507 mit der staatlichen Anerkennung der Pfeiferbruderschaft als eine Art Zunft, in die auch die Stadtpfeifer eingeschlossen waren. Der Freiheitsbrief verschaffte den Spielleuten ein Monopol:

«So denn wellen wir, das dhein heimbscher noch frömder spilman uff dhein hochzyt oder brutlouff komen, oder im einiche belonung sölle beschechen, er werde dann von dem, des die hochzyt ist, berüeft und ervorderet und welicher ouch also berüeft wirdt, der sol sich zimlicher belonung begnüegen, wie das von alter har komen und gebrucht ist.»

Nach dem Ratsmanual aus derselben Zeit wissen wir, dass

«under myner herren schalmierpfifferen einer küng und sust zwen schaffner seyn.»

In den 1870er Jahren war der Brunnen in einem so desolaten Zustand, dass die Aufschrift des Pergaments nicht mehr erkennbar und rekonstruierbar war. Anlässlich der Renovation des Brunnens wurde 1874 das Pergament mit der Aufschrift Der Pfyffer Freiheits Brief 1507 versehen; dies bezieht sich darauf, dass die Bruderschaft der Spielleute 1507 den Freiheitsbrief der Stadt bekam. Während dieser Renovation wurde die Brunnenfigur vermutlich auch erstmals in die Standesfarben gekleidet, wie sie von den Stadtpfeifern früher getragen wurden.
In den folgenden Jahren litt der Zustand der achteckigen Brunnenschale weiter, anfangs behalf man sich mit einem Zementmantel auf der Innenseite. Bereits zur Gründungsfeier musste der Brunnen erneut renoviert und bemalt werden. Anlässlich dieser Renovation erhielt der Brunnen die neue, heute noch bestehende Schale, die vom Bildhauer Laurenti angefertigt wurde. 1905 und 1926 wurde der Brunnen erneut neu bemalt.
1919 wurde der Pfeiferbrunnen aus verkehrstechnischen Gründen verschoben, wobei man zusätzlich den Sudeltrog entfernte. 
2013 wurde der Brunnen saniert.
Der Brunnen befindet sich zwischen den Gebäuden Spitalgasse Nr. 16 und Nr. 17. Der Pfeifer ist nach Westen ausgerichtet.

## Trinkwasser
Das Trinkwassernetz von Energie Wasser Bern (ewb) versorgt den Brunnen mit Trinkwasser, dessen Qualität regelmässig überprüft wird.